# Metrópole (jurisdição eclesiástica)
Uma metrópole, metropolitanato ou arquidiocese metropolitana é uma sé episcopal cujo bispo é o bispo metropolitano ou arcebispo de uma província eclesiástica. As metrópoles, historicamente, têm sido cidades importantes em suas províncias (civitas).

## História

### Durante o Império Romano
Durante a era apostólica (principalmente no século I), a Igreja cristã consistia em um número ilimitado de Igrejas locais, que nos primeiros anos consideravam a primeira Igreja de Jerusalém como seu principal centro e ponto de referência. Mas, no século IV, desenvolveu-se um sistema no qual o bispo da capital de cada província civil (a metropolitana) geralmente tinha certos direitos sobre os bispos de outras cidades da província. O Primeiro Concílio de Niceia em 325, cujo sexto cânon introduz pela primeira vez o título de "metropolitano", sancionou o agrupamento existente das sés segundo as províncias do Império Romano. Sob esse sistema, o bispo da capital de cada província romana (metropolitana) tinha certos direitos sobre os bispos de outras cidades da província.

## Igreja Ortodoxa
Nas Igrejas Ortodoxas, uma metrópole (também chamada metropolia ou metropolitanato) é um tipo de diocese, juntamente com eparquias, exarcados e arquidioceses.
Nas Igrejas da Ortodoxia grega, cada diocese é uma metrópole, chefiada por um metropolita, enquanto os bispos auxiliares são os únicos bispos não metropolitanos.
Nas Igrejas Ortodoxas não gregas, principalmente Ortodoxas eslavas, o título de metropolita é dado aos chefes de Igrejas autocéfalas ou de algumas sés episcopais importantes.

## Igreja Católica Romana
Na Igreja Latina, ou Igreja Ocidental, da Igreja Católica Romana, uma sé metropolitana é a principal sé episcopal de uma província eclesiástica. Seu ordinário é um arcebispo metropolitano e a própria sé é uma arquidiocese. Tem pelo menos uma diocese sufragânea.
São muito poucas as sés sufragâneas que têm o grau de arquidiocese, como a Arquidiocese de Avignon, que é sufragânea da Arquidiocese de Marselha. Outras arquidioceses não metropolitanas estão sujeitas diretamente à Santa Sé e são meramente “agregadas” a uma província eclesiástica, sem fazer parte dela.
Nas Igrejas Católicas Orientais, um metropolitanato é uma Igreja autônoma de categoria inferior às Igrejas patriarcais e arquiepiscopais principais e é dirigido por um único metropolitano de uma sé episcopal fixa.